# ضواحي موريشيوس
ضواحي (مقاطعات) جمهورية موريشيوس تعتبر المستوى الإداري الثاني بعد الجزر الخارجية لموريشيوس. تنقسم موريشيوس إلى 9 ضواحي وهي تشكل مدينتين وأربع بلدات و130 قرية، والعاصمة وهي بور لويس.
ضاحية بلاينز ويليامز تتكون من أربع بلدات وهي بيو-باسن روز-هيل (Beau-Bassin Rose-Hill) وكوريبيب وكواتر بورنز (Quatre Bornes) وفاكواس-فينيكس (Vacoas-Phoenix). تتكون باقي الضواحي من قرى مختلفة بعضها تقسم إلى ضواحي فرعية (suburbs) مختلفة. منذ 31 ديسمبر عام 2012 التعداد السكاني في المناطق الحضرية بلغ 536،086 وفي الريف بلغ 718،925 نسمة.
جزر رودريغيز (Rodrigues) كانت هي الضاحية العاشرة لموريشيوس وحصلت على استقلالها في عام 2002 وعاصمتها بورت ماثورين (Port Mathurin). وعاصمة جزر أجاليجا (Agaléga) هي فينت سينغ (Vingt Cinq).

ضواحي موريشيوس

| الضاحية                                      | المساحة كم2 | تعداد السكان (31 ديسمبر 2012) |
| -------------------------------------------- | ----------- | ----------------------------- |
| ضاحية فلاك Flacq                             | 297.9       | 141،586                       |
| ضاحية الميناء الكبير - غراند بورت Grand Port | 260.3       | 116،211                       |
| ضاحية موكا Moka                              | 230.5       | 81،820                        |
| ضاحية بومبليموس Pamplemousses                | 178.7       | 140،511                       |
| ضاحية بلاينز ويليمز Plaines Wilhems          | 203.3       | 387،372                       |
| ضاحية بورت لويس Port Louis                   | 42.7        | 127،454                       |
| ضاحية نهر ريمبارت Rivière du Rempart         | 147.6       | 110،235                       |
| ضاحية النهر الأسود Rivière Noire             | 259         | 79،247                        |
| ضاحية سافان Savanne                          | 244.8       | 70،575                        |
| الإجمالي                                     | 1864.8      | 1،255،011                     |